# SMS Deutschland (1874)
Pour les autres navires du même nom, voir SMS Deutschland.
Le SMS Deutschland est une frégate blindée de la marine impériale allemande appartenant à la classe Kaiser et construite par la compagnie Frères Samuda selon les plans d'Edward Reed à l'île aux Chiens (Londres) en 1874.
Le SMS Deutschland est reclassé en 1897 en tant que grand croiseur et sert de 1898 à 1900 en Chine dans l'escadre impériale d'Extrême-Orient.

## Historique

### La frégateDeutschland
La SMS Deutschland entre en service le 1er avril 1876. Elle doit se rendre en Méditerranée, où des troubles fomentés par des extrémistes musulmans ont éclaté à Salonique, région que la Sublime Porte ne peut ou ne veut pacifier. La SMS Deutschland est affectée à une escadre qui comprend les frégates blindées SMS Kaiser, SMS Kronprinz et SMS Friedrich Carl, ainsi que l'aviso SMS Pomerania. Elle est suivie par la canonnière SMS Comet. Elle quitte Plymouth le 30 mai. La SMS Deutschland doit naviguer à voile pendant une journée à cause d'une avarie dans la machinerie. De plus une épidémie de rougeole frappe l'équipage à la fin du voyage. L'escadre traverse le détroit de Gibraltar pour rejoindre La Valette et arrive à Salonique le 25 juin, où la corvette SMS Medusa (de), venue des Antilles, retrouve l'escadre.
Le voyage de retour s'effectue le 30 août pour les SMS Deutschland, SMS Kaiser et SMS Medusa. Les navires atteignent Wilhelmshaven le 13 septembre après être passés par Plymouth. La frégate est mise hors-service le 29 septembre pour réparations. Elle retourne en service le 7 mai 1877 pour retrouver la Méditerranée orientale, alors qu'a éclaté la guerre russo-ottomane de 1877-1878 provoquant la libération des populations chrétiennes des Balkans. Le point fort de l'activité de l'escadre se situe le long des côtes de Palestine et en mer Égée. Elle visite les ports de Jaffa, de Port-Saïd, de Salonique et du Pirée. La frégate essuie une tempête le 6 septembre 1877 devant Syros et elle est secourue par le SMS Kaiser.
Le voyage de retour s'effectue le 25 septembre à partir du Pirée et la frégate traverse encore une forte tempête au cap Finisterre le 14 octobre. Elle est obligée de s'arrêter en Angleterre pour réparations. Elle est mise hors-service le 6 novembre.
Du 1er mai au 6 octobre 1883, la frégate croise de nouveau dans les eaux allemandes, puis elle stationne avec son sister-ship, le SMS Kaiser, à Kiel. La dernière phase de service de la frégate a lieu entre le 1er mai 1889 et le 31 octobre 1894. Elle accompagne en octobre 1889 le yacht impérial SMY Hohenzollern en Méditerranée. Le kaiser Guillaume doit en effet se rendre à Athènes pour assister au mariage de sa sœur, la princesse Sophie de Prusse, avec le prince Constantin de Grèce. L'escadre est de retour à Wilhemshaven en avril 1890. Elle escorte l'empereur pour une visite d'État en Norvège en juillet. Elle croise en Méditerranée à l'hiver 1890-1891.
De janvier à avril 1892, la frégate est à quai à Kiel pour des réparations de fond en comble. Elle fait partie des manœuvres navales les années suivantes jusqu'en 1894. Elle est endommagée le 2 juillet 1894 à cause d'une collision avec l'aviso SMS Wacht (de) au large de Kiel. Elle retourne à Wilhelmshaven à l'automne et est mise hors-service pour réparations le 31 octobre suivant. C'est alors qu'il est décidé de modifier la frégate pour en faire un croiseur blindé et améliorer son armement aux chantiers impériaux. Une nouvelle quille est construite et le haut mât est enlevé.

### Le croiseurDeutschland
Le nouveau croiseur est mis en service le 2 décembre 1897, afin de rejoindre l'escadre d'Extrême-Orient (Ostasiengeschwader). Il devient le navire amiral de la nouvelle IIe division de l'escadre de croiseurs, sous le commandement du prince Henri de Prusse, frère de l'empereur. Ce dernier lui fait personnellement ses adieux avec trois de ses fils et monte à bord le 15 décembre pour faire le voyage de Kiel à Rendsburg. Le SMS Deutschland est escorté du croiseur auxiliaire SMS Gefion (de). Le navire connaît plusieurs pannes en mer et il est secouru par le SMS Gefion. Hong Kong est atteint en avril 1898 et le navire reste à quai pour entretien. Le prince Henri continue le voyage à bord du SMS Gefion en direction de Shanghai. Le SMS Deutschland connaît de nouveau une avarie et une fois encore le SMS Gefion vient à la rescousse.

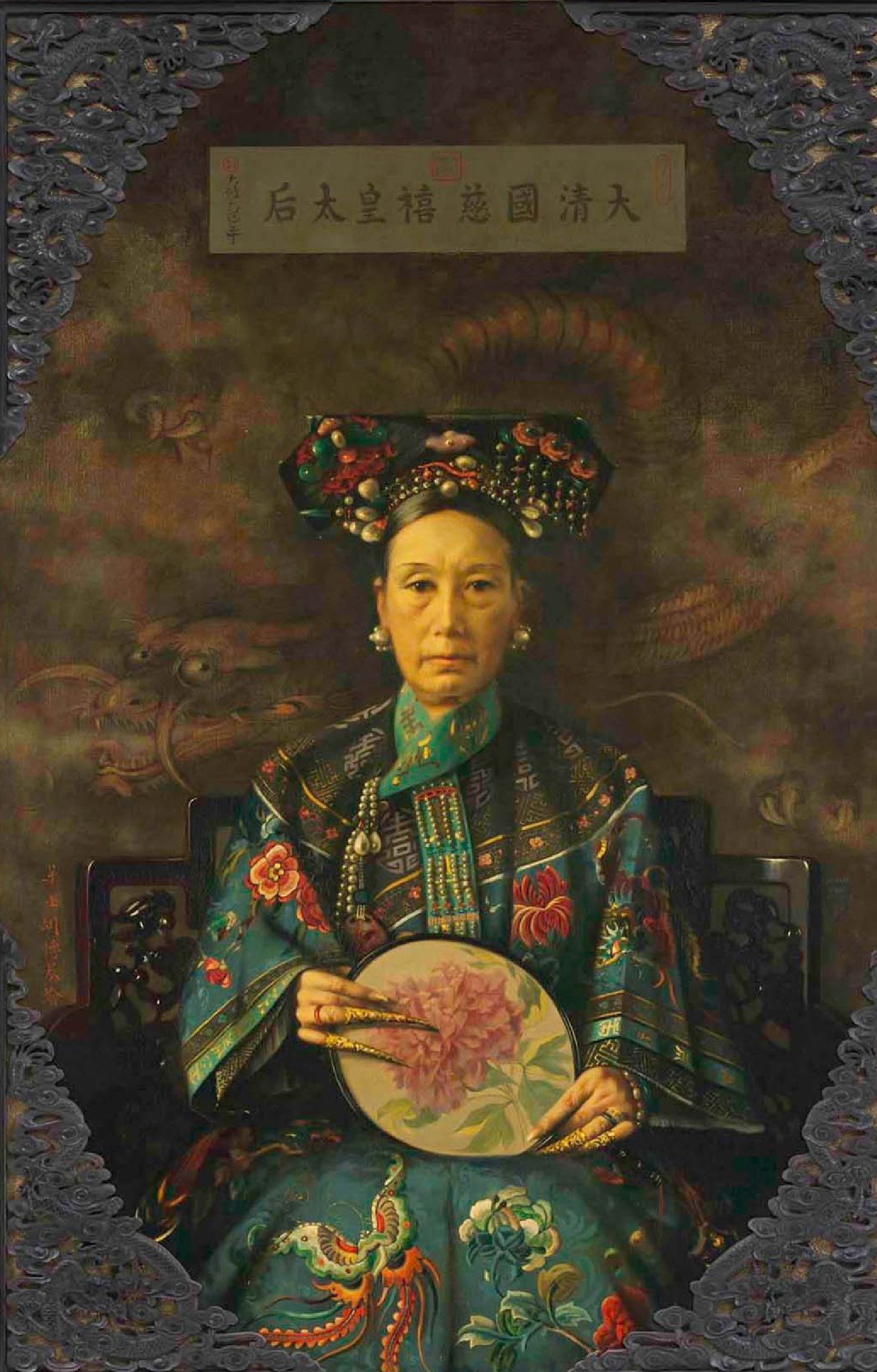
L'impératrice Tseu-Hi

L'escadre est enfin réunie le 5 mai à Tsingtau (« Tsingtao », en français de l'époque), port de la toute nouvelle concession allemande de Kiautschou, le pacte ayant été signé quelques semaines auparavant. Le prince Henri se rend aussitôt en audience auprès de l'empereur Kouang-Hsou et de sa tante l'impératrice Tseu-Hi qui commence à écarter du pouvoir son neveu. Le prince Henri est accompagné à la cour de son chef d'état-major, le capitaine Müller, du capitaine-lieutenant von Spee et du lieutenant Erich Raeder, futur amiral.
Les débuts de la IIe division sont agités par la guerre hispano-américaine, les États-Unis, qui veulent s'emparer des colonies espagnoles, accusent la flotte de l'Empire allemand de soutenir l'Espagne. Le SMS Kaiserin Augusta qui croisait au large des Philippines est détenu par la flotte américaine. Le SMS Deutschland et le SMS Gefion restent à Tsingtau jusqu'en juillet et accomplissent des missions au nord de la concession, puis le SMS Deutschland se rend le long des côtes russes d'Extrême-Orient et visite les ports russes jusqu'à Vladivostok, où il est rejoint par le SMS Gefion, de retour du Japon. Le 21 novembre 1898, un mémorial doit être érigé à Shanghai en l'honneur du navire de la Kaiserliche Marine, le SMS Iltis, qui avait coulé. Toute la IIe division est attendue. Le SMS Irene prend part au voyage pour escorter le SMS Deutschland.
À la fin de l'année la division est éparpillée, le SMS Kaiser, le SMS Kaiserin Augusta, le SMS Deutschland et le SMS Gefion sont à Hong Kong, tandis que ne restent à Shanghai que les petits croiseurs SMS Prinzeß Wilhelm et SMS Cormoran. La corvette SMS Arcona est à Kiautschou et le SMS Irene à Manille.
Le prince Henri perd son chef d'escadre, lorsque le vice-amiral von Diederichs est rappelé en Allemagne le 14 avril 1899. Le SMS Deutschland devient navire amiral. Le prince Henri est à son bord pour se rendre à Alexandrovsk dans le détroit de Tartarie, puis à Singapour. Il rencontre en juin le roi de Corée, Gojong, et en juillet l'empereur du Japon, Mutsuhito. Le SMS Deutschland est à Hong Kong à partir du 6 novembre pour des réparations d'ensemble. C'est là-bas que le prince Henri reçoit sa nomination de vice-amiral.

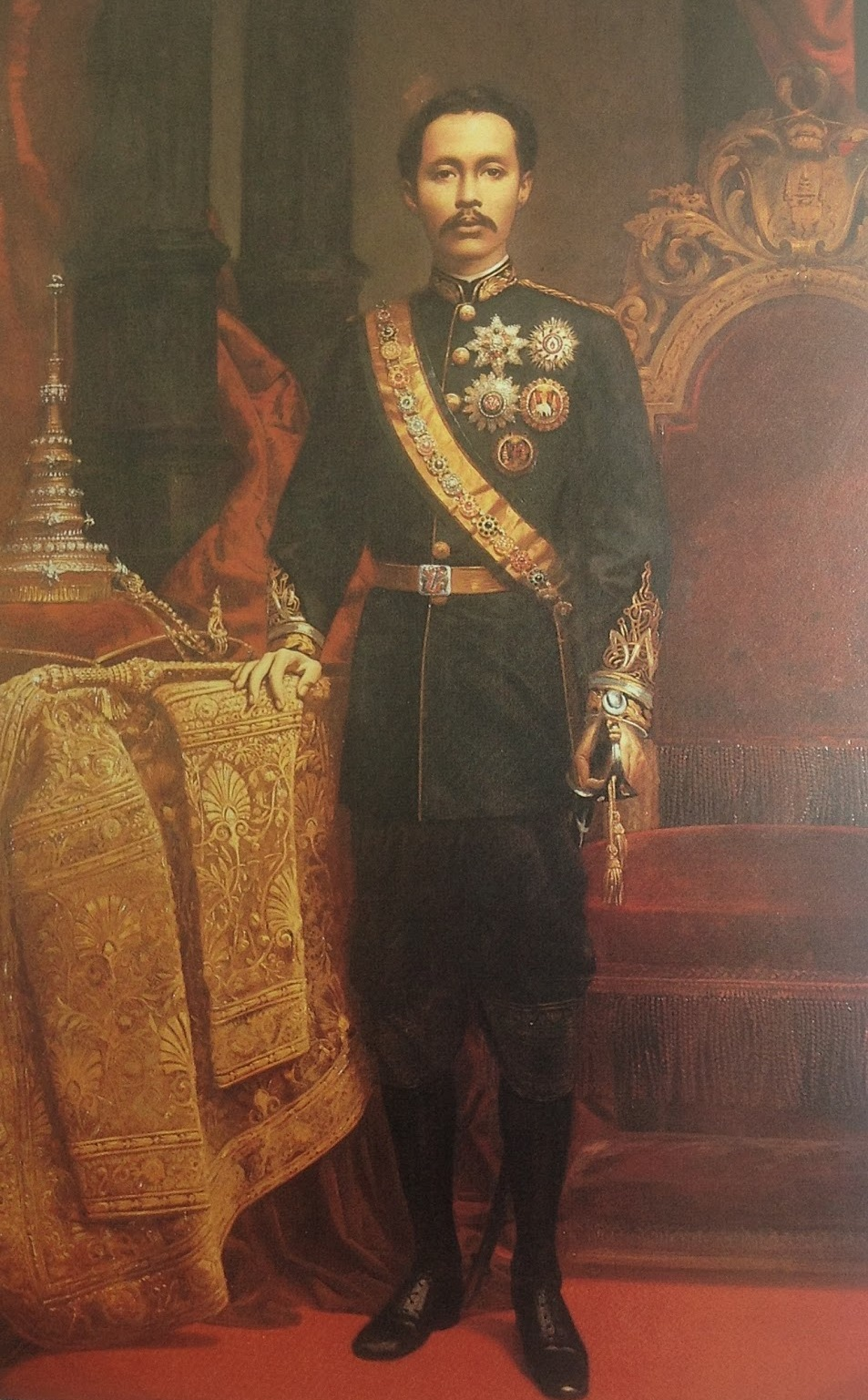
Portrait du roi Chulalongkorn

Il se rend en visite officielle avec le SMS Deutschland et le SMS Gefion auprès du roi de Siam, Chulalongkorn. Il est à Paknam du 16 au 30 décembre. Le SMS Deutschland retourne à la mère-patrie via Singapour le 4 janvier 1900. Il arrive à Kiel le 9 mars 1900. Le prince Henri est retourné pour sa part en Allemagne à bord d'un paquebot. Il est remplacé en Extrême-Orient par le vice-amiral Bendemann.
Le SMS Deutschland est mis hors-service le 28 mars 1900. Il est question pour lui de retourner en Chine à cause de la révolte des Boxers, mais son état l'en empêche, après vingt-cinq ans de loyaux services.
Il est rayé des cadres le 3 mai 1904. Il devient ponton, sous le nom de Jupiter et il est détruit en 1908.

## Commandants
| 7 août au 6 septembre 1875        | Kapitän zur See Archibald MacLean                                                                      |
| 1er avril au 29 septembre 1876    | Kapitän zur See Archibald MacLean                                                                      |
| 7 mai au 6 novembre 1877          | Kapitän zur See Archibald MacLean                                                                      |
| 1er mai au 6 octobre 1883         | Kapitän zur See Karl Eduard Heusner                                                                    |
| 1er mai 1889 à octobre 1890       | Kapitän zur See Ernst von Reiche                                                                       |
| octobre 1890 à janvier 1892       | Kapitän zur See Iwan Oldekop (de)                                                                      |
| janvier à octobre 1892            | Kapitän zur See Felix von Bendemann                                                                    |
| octobre 1892 à septembre 1893     | Kapitän zur See Alfred Herz                                                                            |
| septembre 1893 à mai 1894         | Kapitän zur See Max Piraly                                                                             |
| mai au 31 octobre 1894            | Kapitän zur See Oscar Boeters (de)                                                                     |
| 2 décembre 1897 au septembre 1898 | Korvettenkapitän mit Oberstleutnantsrang/Kapitän zur See Hugo Plachte                                  |
| septembre 1898 au 28 mars 1900    | Korvettenkapitän mit Oberstleutnantsrang/Fregattenkapitän/Kapitän zur See Georg Alexander (von) Müller |

## Source
- (de) Cet article est partiellement ou en totalité issu de l’article de Wikipédia en allemand intitulé « SMS Deutschland (1874) » (voir la liste des auteurs).